# El Hbab
El Hbab (en árabe: جبل لحبيب‎, en lenguas bereberes: ⵊⴱⵍ ⵍⵃⴱⵉⴱ, en francés: Jbel Lahbib) es un municipio marroquí en la región de Tánger-Tetuán-Alhucemas. Desde 1912 hasta 1956 perteneció a la zona norte del Protectorado español de Marruecos.